# Fort Funston

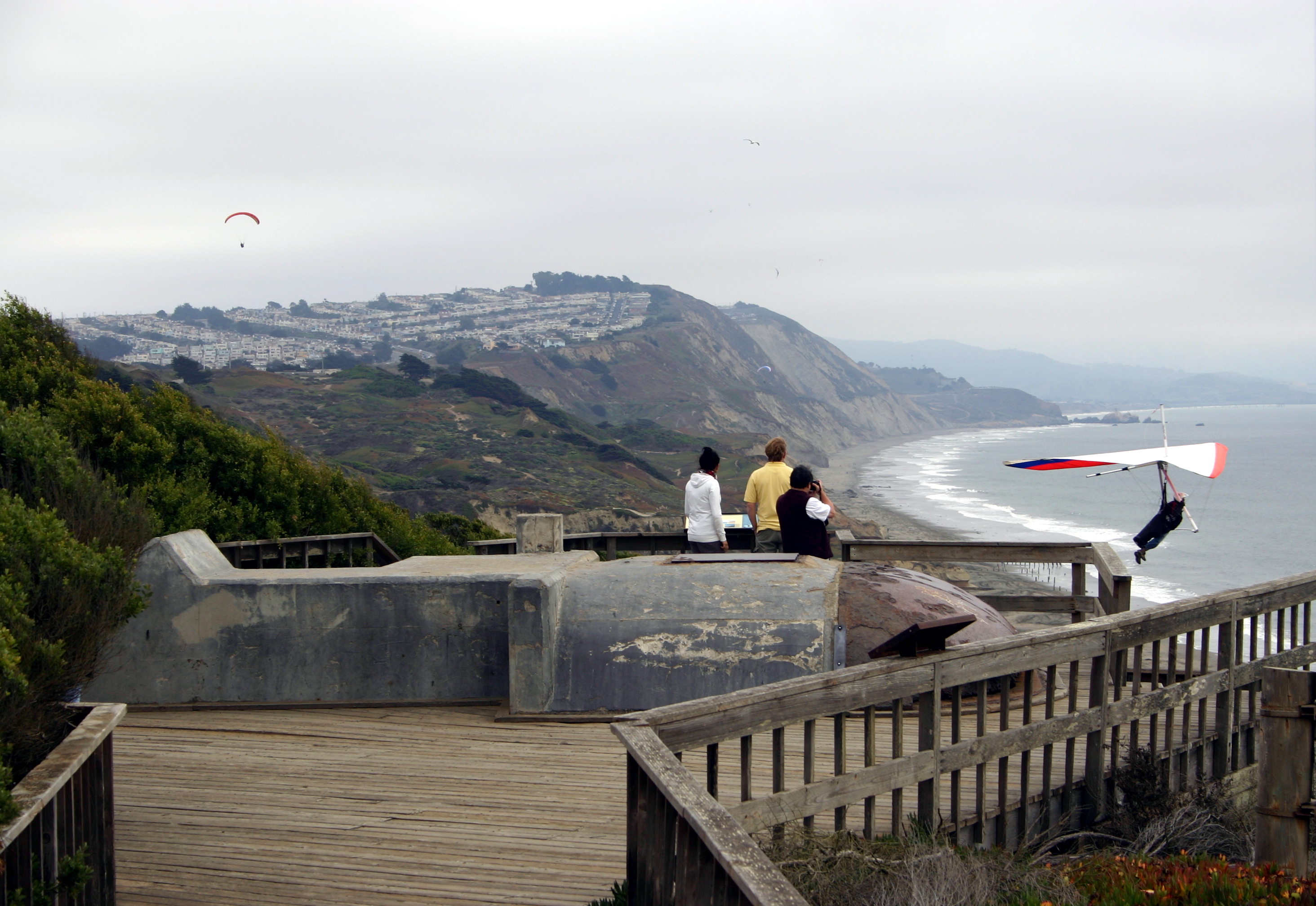
Vue de Fort Funston

Fort Funston fait partie de la Golden Gate National Recreation Area au sud-ouest de la commune de San Francisco en Californie. Il se trouve sur la côte bordant l'océan Pacifique sur site de falaises dominant une plage. Le site abrite les derniers écosystèmes dunaires qui couvrait autrefois l'ouest de San Francisco. 

## Histoire
Il fut acquis par le gouvernement fédéral en 1900 qui construisit un fort pour protéger la baie de San Francisco. Le bâtiment fut baptisé en l'honneur du général Frederick Funston en 1917. Les batteries d'artillerie qui avaient été installées pendant la Première Guerre mondiale devinrent obsolètes au moment de la Seconde Guerre mondiale. Mais le fort resta un site de lancement de missiles Nike durant la guerre froide. En 1963, l'armée évacua le fort dont la gestion fut transférée au National Park Service au sein de la Golden Gate National Recreation Area. Aujourd'hui, les visiteurs empruntent les chemins de randonnée et peuvent admirer les deltaplanes.